# Atef Dkhili
Atef Dkhili (sinh ngày 4 tháng 4 năm 1990) là một cầu thủ bóng đá người Tunisia thi đấu cho Club Africain.
Atef Dkhili khởi đầu sự nghiệp thi đấu cho Jendouba Sport, khi còn là cầu thủ trẻ.
Năm 2008, anh gia nhập Club Africain thi đấu mùa đầu tiên ở Giải bóng đá hạng nhất quốc gia Tunisia.

## Sự nghiệp quốc tế
Atef Dkhili thi đấu cho đội tuyển quốc gia Tunisia năm 2012.